# Rote Villa

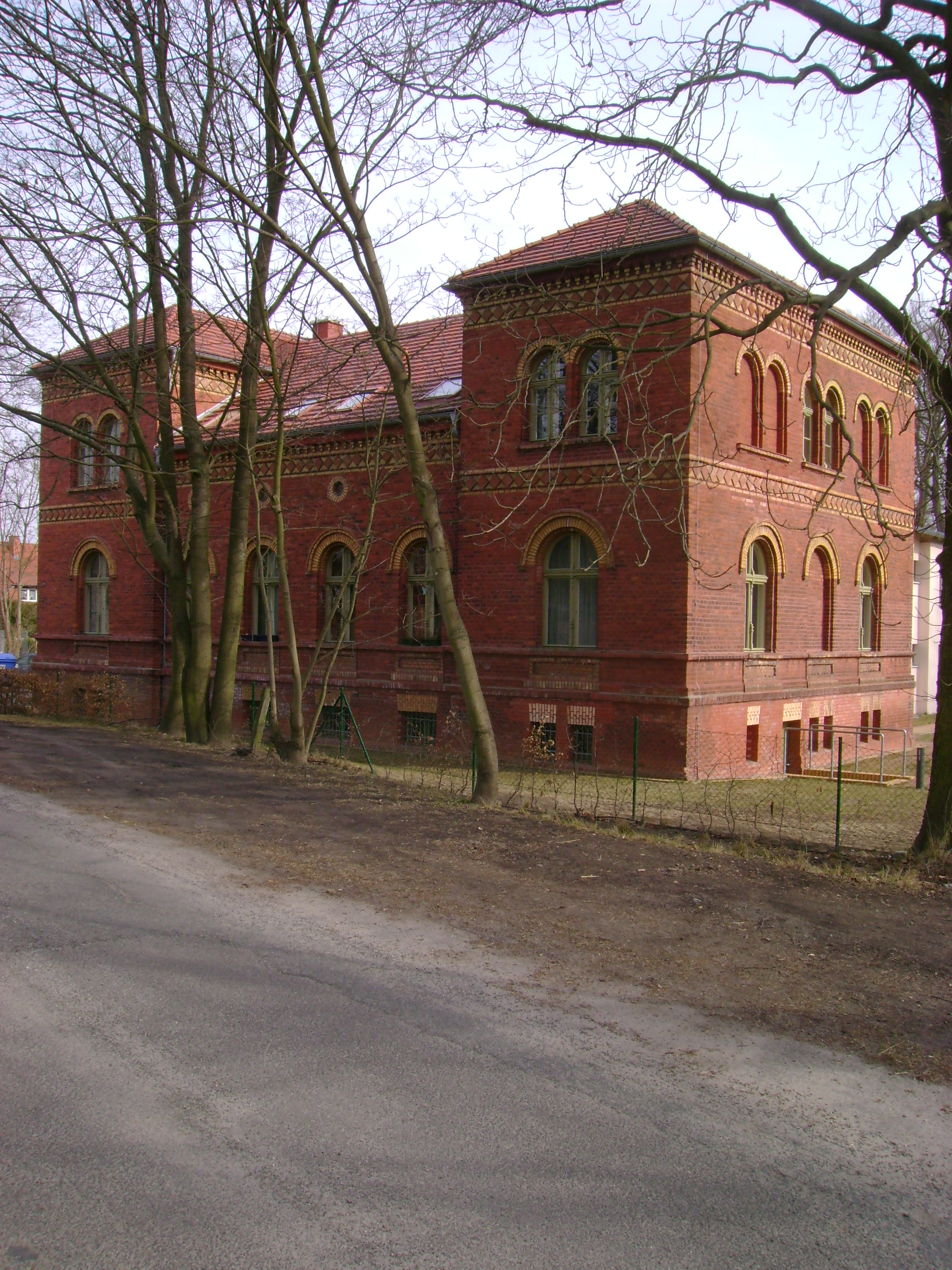
Rote Villa, 2011

Die Rote Villa ist ein Baudenkmal in der Stadt Velten im Landkreis Oberhavel im Land Brandenburg.

## Architektur und Geschichte
Die Rote Villa ist ein um 1880 in der damaligen Bötzower Straße 105 errichtetes Wohnhaus. Bauherr war der Ofenfabrikant Dankberg, der das eingeschossige Gebäude massiv in Ziegelbauweise mit einem Satteldach errichten ließ.
Seit 2006 betreibt die Lebenshilfe e.V. in dem Gebäude eine Stätte des betreuten Wohnens.